# Strafproces tegen Saddam Hoessein

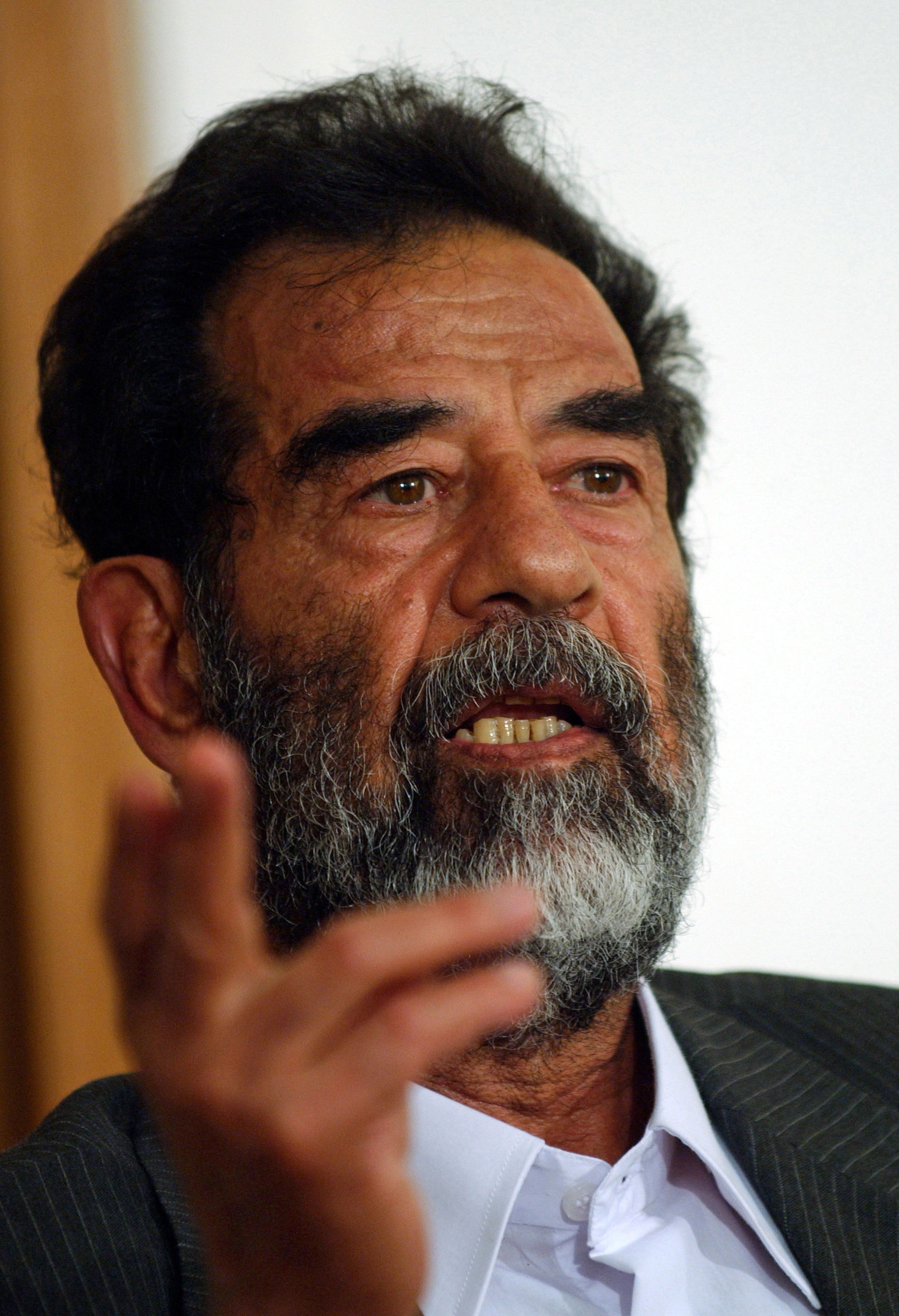
Saddam Hoessein tijdens het tribunaal, in 2004

Het strafproces tegen Saddam Hoessein is de rechtszaak tegen de voormalige president van Irak, die door de Verenigde Staten gevangen was genomen. Het strafproces begon op 19 oktober 2005.

## Gevangenneming
Tijdens de Tweede Golfoorlog werd Saddam Hoessein op 13 december 2003 gearresteerd door Iraakse en Amerikaanse militairen. Tot hij op 1 juli werd overgedragen aan de op 29 juni aangetreden Iraakse interim-regering was hij krijgsgevangene van de coalitie. Hem werden oorlogsmisdaden, misdaden tegen de menselijkheid en genocide ten laste gelegd.
Op 1 juli 2004 werd hij voorgeleid aan het gerechtshof. Hij erkende de rechtbank niet en weigerde de tenlastelegging, die zeven punten bevatte, te ondertekenen. "Dit is allemaal theater. De echte crimineel is Bush", aldus Saddam Hoessein. Toen de rechter hem vroeg zichzelf te identificeren antwoordde hij: "Ik ben Saddam Hoessein al-Majid, president van de Iraakse Republiek. Ik ben nog steeds de president van de republiek en de bezetting kan dat niet ongedaan maken."
Vooraf was duidelijk dat, indien Saddam Hoessein schuldig werd bevonden aan hetgeen hem ten laste werd gelegd, hij ter dood kon worden veroordeeld.

## Proces
Op de eerste procesdag (19 oktober) werd de tenlastelegging in de eerste zaak voorgelezen. Deze zaak betrof de dood van 143 inwoners van de sjiitische stad Dujail, die in 1982 waren geëxecuteerd. Dit was een represaille voor een mislukte aanslag op Saddam. Het centrum van Dujail was tevens gebombardeerd. Jarenlang waren honderden inwoners van de stad gevangen gehouden in gevangenissen en kampen in de woestijn.
Tijdens het proces weigerde Saddam Hoessein zijn naam te noemen en zei hij: "Ik ben de president van Irak." Toen de rechter, Rizgar Mohammed Amin, hem aansprak als "voormalig president" gaf Saddam er duidelijk blijk van daarvan niet gediend te zijn. Saddam Hoessein en zijn zeven medeverdachten pleitten dat zij onschuldig waren aan de ten laste gelegde feiten.
Het proces werd vervolgens opgeschort tot 28 november, omdat er, volgens de rechter, te weinig getuigen waren komen opdagen. De advocaten van Saddam Hoessein hadden om drie maanden uitstel gevraagd om zich beter te kunnen voorbereiden.
Op 20 oktober, de dag na de eerste procesdag, werd de advocaat van een van Saddams medeverdachten, Awad al-Bandar, ontvoerd uit zijn kantoor. Een aantal uren later werd hij doodgeschoten teruggevonden. Op 8 november werd de advocaat van vicepresident Taha Ramadan en Abdullah Ruwayyid in Bagdad door drie schutters gedood. Ook de advocaat van een vierde medeverdachte raakte gewond. Deze laatste advocaat verliet hierop Irak.
Toen het proces op 28 november werd hervat, kwamen naast de twee ontbrekende advocaten nog eens zes andere advocaten niet opdagen. Dit zorgde ervoor dat het proces na korte tijd alweer voor een week werd onderbroken om aan de verdachten een nieuwe advocaat toe te wijzen. Tijdens de procedure maakte Saddam zich bijzonder kwaad, aangezien hij met gebonden handen de vier trappen op moest lopen omdat de lift in de rechtbank buiten gebruik was.
Ook werd op deze tweede procesdag het eerste bewijs getoond: televisiebeelden van vlak na de aanslag op Saddam. Hierop was te zien dat hij opdracht gaf om een aantal mensen "mee te nemen". Verder werd een video met de getuigenis van Waddah al-Sheikh, het voormalige hoofd van de veiligheidsdienst, vertoond. Al-Sheikh was vlak na de aanslag op Sadams leven naar Dujail gestuurd om daar op zoek te gaan naar de mogelijke daders. Hij vertelde dat het Barzan Ibrahim al-Tikriti was, de halfbroer van Saddam die eveneens terechtstond, die de opdracht had gegeven een groot aantal mensen op te pakken. Al-Sheikh overleed een aantal dagen nadat de video was opgenomen.

## Uitspraak
Op 5 november 2006 werd Saddam Hoessein door rechter Rauf Rashid Abd al-Rahman schuldig bevonden aan de massamoord op 148 mannen in het dorp Dujail. De oud-president werd veroordeeld tot de dood door ophanging. Naast Saddam werden ook zijn halfbroer, Barzan Ibrahim al-Tikriti, en de voormalig Iraaks opperrechter, Awad al-Bandar, veroordeeld tot de doodstraf. Op 26 december van datzelfde jaar bevestigde het hooggerechtshof het vonnis en besliste het dat Hoessein binnen een maand moest worden opgehangen.
Saddam Hoessein werd in de ochtend van 30 december in Baghdad terechtgesteld.